# パトリック・デマルシェリエ
パトリック・デマルシェリエ（Patrick Demarchelier、フランス語発音: [patʁik dəmaʁʃəlje]、1943年8月21日 – 2022年3月31日）は、フランスのファッション写真家。

## 生い立ち
1943年、パリ近郊の質素な家庭に生まれ、母親と4人の兄弟とともにノルマンディーのル・アーヴルで幼少期を過ごした。17歳の誕生日に継父が最初のイーストマン・コダック社のカメラを買い与えてくれた。デマルシェリエはフィルムの現像やネガのレタッチを学び、友人や結婚式の写真を撮るようになっていった。

## 経歴
1975年、ガールフレンドを追ってパリを離れ、アメリカ合衆国のニューヨーク市に向った。フリーランスの写真家として働きながらアンリ・カルティエ＝ブレッソン、テリー・キング、ジャック・ギルベールなどの写真家から学び、彼らとの仕事を通じてファッション写真に出会った。彼の作品はELLE、marie claire、20 Ans各誌の注目を集めた。彼はダイアナ妃の人気と親しみやすいパブリックイメージの確立に貢献した肖像写真で最も知られている。
その後、1992年9月からヴォーグ誌とハーパーズ バザー誌で働き、12年間に亘り協力関係が続いた。デマルシェリエはディオール、ルイ・ヴィトン、セリーヌ、タグ・ホイヤー、シャネル、ダナ・キャラン、イヴ・サンローラン、トミーヒルフィガー、キャロライナ・ヘレラ、MOSCHINO、ヴェラ・ウォン、エリザベス・アーデン、H&M、カラレス、ザラ、マックス・アズリア、ロンシャン、BluFin、ラコステ、カルバン・クライン、ラルフ・ローレンの国際的な広告キャンペーンを撮影した。
1970年代後半から、アメリカ・イギリス・パリのヴォーグ、グラマー、ELLEなど、ほぼすべての主要ファッション誌の表紙を撮影した。また、ローリング・ストーン、ライフ、ニューズウィークの表紙も撮影。更に1978年のファラ・フォーセットのシャンプー、1982年のブルック・シールズ ドール、ローレン ラルフ ローレン、カティサーク、タリサ・ソトのカルバン・クラインの広告、ジョルジオ・アルマーニ、シャネル、GAP、ジャンニ・ヴェルサーチ、ロレアル、エリザベス・アーデン、レブロン、ランコム、ジャンフランコ・フェレなど、多くの広告写真を撮影した。また、ブルック・シールズが若い女性向けに書いた美容・ライフスタイルのガイド本『On Your Own』の主要な写真家も務めた。1992年からハーパーズ バザーで仕事をし、そのトップの写真家になった。2005年のピレリカレンダーの契約を獲得し、長年にわたり、ローラ・メルシエ、ジェイソン・マークス、パット・マクグラスなど多くのメイクアップ・アーティストの仕事をサポートしてきた。
2007年、フランス文化・通信大臣クリスティーヌ・アルバネルは、デマルシェリエに芸術文化勲章をオフィシエとして授与した。
2013年3月、ガーディアン紙より50代以上のベストドレッサー50人に選ばれた。

## セクハラ疑惑
2018年2月、デマルシェリエは一緒に仕事をした7人のモデルからセクシャルハラスメントで告発された。この申し立てを受けてコンデナスト・パブリケーションズは「我々はパトリックに対し、当面彼とは協力しないことを伝えた」と発表した。

## 死去
パトリック・デマルシェリエは2022年3月31日、サン・バルテルミー島で78歳で死去した。

## 大衆文化において
デマルシェリエは、2006年の映画『プラダを着た悪魔』で言及されている。
映画版『セックス・アンド・ザ・シティ』（2008年）にカメオ出演しており、キャリー・ブラッドショー（サラ・ジェシカ・パーカー）の「ヴォーグ」ファッション写真を撮影している姿が見られる。
アナ・ウィンターとアメリカ版ヴォーグに密着した2009年のドキュメンタリー『ファッションが教えてくれること』にも出演している。エドワード・エニンフルの撮影では十分ではなかった後、グレース・コディントンの最後の瞬間の撮影のため呼び出された。
『America's Next Top Model』のシーズン15の第6話（2010 年）で大きく取り上げられた。